# Титов, Ярослав Викторович
Ярослав Викторович Титов (2 января 1906, Варшава — 17 августа 2000, Москва) — советский художник, спортсмен. Мастер спорта СССР (1944, баскетбол).

## Художник
Художественное образование получил в частной художественной мастерской, откуда перешел в художественные мастерские Москпрофобра. работал хромолитографом в типографии «Рабочей Москвы» и одновременно был вольнослушателем полиграффака ВХУТЕМАСа у Николая Купреянова. Запечатлел строительство Магнитогорского металлургического комбината. Учился в Московском институте изобразительных искусств при Академии художеств на отделении повышения квалификации живописцев у Василия Бакшеева. Участник объединения АХРР (1929—1932). В 1920—1930 годах работал в области книжной графики, выполнил ряд обложек к популярным книгам, несколько заставок к пушкинской поэме «Руслан и Людмила».
С начала Великой Отечественной войны работал в «Окнах ТАСС». В 1942—1945 годах воевал добровольцем на Волховском, Карельском, 1-м Дальневосточном фронтах.
За участие в освобождении Новгорода в январе 1944 года был награжден орденом «Красной Звезды», получил звание майора. Создал серию живописных и графических работ «Волховский фронт», в том числе «Разрушенный фашистами мост в Новгороде через р. Волхов», «Новгород 20 января 1944 года», «Новгород снова наш!», «Малая Вишера», «Малая Вишера 2 февраля 1942 г.», «Слухачи», «Лыжный отряд», другие.
Этюды, отражающие пребывание советских войск на Дальнем Востоке и в Китае экспонировались на персональной выставке во Владивостоке в 1946 году.
В 1985 году работы Титова были представлены в Новгородском музее-заповеднике на выставке фронтового рисунка, посвященной 40-летию Победы. Часть работ подарены музею.
Обращался к различным техникам: живописной, литографии, офорта, акварели, гуаши, сепии, туши, фломастера, линогравюры. Отличался работоспособностью. Значительные работы: «Тревожное время. Москва, 1941 год», «Пути-дороги», «Футбол», «Русский хоккей», «Молодой месяц», «Гроза надвигается», «На передовую», другие.
Заслуженный работник культуры РСФСР (1975), заслуженный художник Российской Федерации (1997).
Произведения Титова хранятся в Государственной Третьяковской галерее, Государственном Русском музее, Центральном музее Вооруженных Сил.

## Спортсмен
В 1923 году участвовал в чемпионате Московской области по легкой атлетике. Результат в прыжках в высоту — 170 см. Занимался волейболом и баскетболом. Играл в команде «Печатник», после службы в армии — в «Динамо». С момента создания спортивного общества — в «Локомотиве».
Играл вратарём в футбольной сборной Москвы. Провёл один матч за «Динамо» в осеннем чемпионате Москвы 1933 года. Выступал в сборной команде Москвы по ручному мячу на I Всесоюзной спартакиаде 1928 года.
Чемпион СССР по баскетболу 1935 в составе сборной команды Москвы и 1939 в составе «Локомотива».
Создатель эскиза первой формы «Локомотива», первого эскиза эмблемы спортивного общества и футбольного клуба.
В 1939 году состоялась первая персональная выставка в залах стадиона «Локомотив», посвящённая теме спорта.
Картины Титова «Футбол. Атака» и «Хоккеисты» стали хрестоматийными. Специалистов поражала жизненность работ, точность малейших деталей.
Скончался 17 августа 2000 года в Москве. Похоронен на Химкинском кладбище.

## Награды
- Орден Красной Звезды
- Медаль «За победу над Японией»
- Медаль «За освобождение Кореи» (Корея)
- знак «Почетный локомотивец»